# Hugo Dingler
Hugo Albert Emil Hermann Dingler (7. červenec 1881, Mnichov – 29. červen 1954, Mnichov) byl německý teoretik vědy a filozof.
Po promoci v Mnichově v roce 1906 začal budovat vysokoškolskou kariéru. Po své habilitaci (1912) a účasti v 1. světové válce působil jako soukromý docent a učitel na reálce. Roku 1920 se stal mimořádným profesorem v Mnichově, 1932 řádným profesorem v Darmstadtu. V roce 1934 však musel odejít do nuceného důchodu. Jeho hrob se nachází v Aschaffenburgu, kde je v dvorské knihovně deponována i jeho závěť.
Dingler usiloval o metodické a úplné založení (fundamentaci) exaktních věd. Byl zastáncem metafyzicky orientované teorie poznání, byl silně kantovsky orientovaný a byl předchůdcem erlangenské školy (erlangenský konstruktivismus). Studoval též filozofický smysl geometrie a filozofické důsledky teorie relativity.